# George Busbee
George Dekle Busbee Sr. (Vienna, 7 agosto 1927 – Savannah, 16 luglio 2004) è stato un politico statunitense, membro del Partito Democratico e governatore della Georgia dal 1975 al 1983.

## Biografia
Proveniente dalla contea di Dooly, combatté nella seconda guerra mondiale e in seguito divenne avvocato. Dal 1956 in poi venne eletto stabilmente all'Assemblea della Georgia, e la sua serietà e morigeratezza gli fecero guadagnare la stima di molti. Collaboratore del governatore della Georgia Carl Sanders, fu per molti anni anche capo della maggioranza democratica statale.
Nel 1974 si decise infine a candidarsi alla massima carica georgiana, sconfiggendo alle primarie democratiche l'ex-governatore Lester Maddox e alle elezioni governatoriali il repubblicano Ronnie Thompson. Durante il suo mandato Busbee s'impegnò in varie riforme statali, segnatamente quella dell'istruzione e delle scuole dell'infanzia. Nello stesso periodo tuttavia la Georgia, così come il resto degli Stati Uniti, venne attanagliata da una grave recessione, e dovendo affrontare presto un passivo di oltre 100 milioni di dollari Busbee fu costretto a pesanti tagli in ogni branca dell'amministrazione.
Altro traguardo importante fu lo snellimento della costituzione georgiana, che prima del governo di Busbee era la più lunga tra tutte quelle degli Stati federati degli Stati Uniti d'America con ben 831 articoli. Riuscì inoltre a rendere attrattiva la Georgia per l'industria tecnologica, cinematografica e soprattutto quella finanziaria. Forte dei risultati raggiunti, riuscì a far approvare un emendamento che portava il limite di mandati governatoriali consecutivi a due, e poté così essere rieletto nel 1978.
Dopo il termine del secondo mandato divenne collaboratore dei presidenti Jimmy Carter (già suo predecessore come governatore) e Ronald Reagan. Stabilitosi nuovamente in Georgia, è morto nel 2004 per un attacco cardiaco.